# Уайт, Кэти
Кэтти Ребекка Уайт (англ. Katie Rebecca White, 18 января 1983) — британская певица и музыкант, наиболее известна по работе в инди-дуэте The Ting Tings.

## Биография

### Ранние годы и начало карьеры
Кэти Уайт родилась и выросла в провинциальном городе Лоутаун в Англии. Там она жила с отцом Девидом Уайтом, матерью Линн и сестрой Еленой. Кэти обучалась в средней школы Лоутауна, где делался больший уклон к искусству. Когда Уайт было 12 лет, её дедушка Кен Уайт выиграл £ 6.6 млн в национальной лотерее и дал каждому из трёх его сыновей, Девиду, Стефану и Ричарду по £ 1 млн. Отец Кэти Девид вложил свою часть денег в музыкальный бизнес, что, собственно, и способствовало серьёзному увлечению Кэти музыкой.

### TKO
Кэти начала свою музыкальную карьеру в 1997 году, когда ей было всего 14. Она была участником панк-трио TKO (сокращение Technical Knock Out). В состав трио входили также школьные подруги Кэти Уайт Джоанн Литон (англ. Joanne Leeton) и Эмма Лэлли (англ. Emma Lally). TKO по-сути являлись главным исполнителем компании Девида Уайта, однако трио только выступало на разогреве у Steps и Five, и не имело ни контракта с каким-либо лейблом, ни релизов.

### Dear Eskiimo
В 2001 году незадолго до распада TKO Кэти Уайт познакомилась с Джулсом Де Мартино и Саймоном Темпелманом. Они создали трио Dear Eskiimo и заключили контракт с Mercury Records. Но из-за внутренних разногласий и конфликта с записывающей компанией в 2004 группа распалась.

### The Ting Tings
В 2007 году Кэти Уайт и Джулс Де Мартино снова встречаются и создают проект The Ting Tings. Вместе они начали писать песни и проводить короткие концерты. Уайт работала в бутике вместе с китайской девушкой по имени Тин Тин, которое означает «стоять» (亭) или «слушать» (听) и Кэти использовала это имя в качестве названия для группы. The Ting Tings начали играть на частных вечеринках в салфордском The Mill, и вскоре приобрели популярность на манчестерской клубной сцене.
Синглы «That’s Not My Name»/«Great DJ», выпущенные местным лейблом Switchflicker Records, и «Fruit Machine» (Legendre Starkie Records) получили мощную ротацию на BBC Radio 6. Первым на запись в студию BBC дуэт пригласил Марк Райли. За успешным выступлением группы на фестивале Гластонбери 2007 последовало октябрьское турне в связке с Reverend and the Makers, после чего был подписан большой контракт с Columbia Records. В январе 2008 года The Ting Tings заняли 3-е место в Sound of 2008, списке наиболее перспективных исполнителей следующего года.
18 мая 2008 выходит сингл «That’s Not My Name», занявший 1-е место в британском чарте. В июне состоялся релиз дебютного студийного альбома We Started Nothing.

## Музыкальные инструменты
Во время концертных выступлений Кэти Уайт чаще всего использует электрогитары Fender Stratocaster и Fender Telecaster Custom.

## Дискография

### Студийные альбомы
- We Started Nothing (2008)
- Sounds from Nowheresville[англ.] (2012)
- Super Critical[англ.] (2014)